# Aerotrans
Aerotrans is een Kazachse luchtvaartmaatschappij met haar thuisbasis in Taraz. Aerotrans is opgericht in 2000.

## Vloot
De vloot van Aerotrans bestaat uit (januari 2007):
- 2 Tupolev TU-154B